# Mantra Gayatri

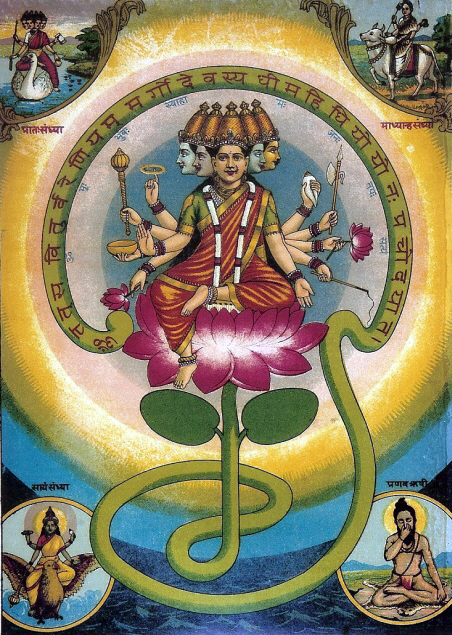

El mantra Gayatri (en sànscrit गायत्री gāyatrī) és un mantra molt reverenciat dins l'hinduisme que es basa en uns versos del Rigveda atribuïts al savi Vishvamitra. És considerat el mantra més sagrat dels Veda, els llibres ancestrals de l'hinduisme. Es pot interpretar com una invocació al deva Savitr, que és una deïtat solar. Es considera un himne solar i per aquesta raó se sol recitar a l'alba i durant la posta de sol. El nom del mantra prové de la mètrica dels seus versos, que s'anomena gayatri.
El mantra s'inicia amb la sil·laba màgica Om. Segueix la fórmula màgica bhūr bhuvaḥ svaḥ, coneguda com a mahāvyāhṛti, i presa del vers X.14.16 del Rigveda. Seguidament venen els versos del Rigveda III.62.10.

## Text
- En devanagari:

ॐ भूर्भुवः स्वः ।
तत् सवितुर्वरेण्यं ।
भर्गो देवस्य धीमहि ।
धियो यो नः प्रचोदयात् ॥
- Transliteració en IAST:

Om bhūr bhuvaḥ svaḥ
tat savitur vareṇyaṃ
bhargo devasya dhīmahi
dhiyo yó naḥ pracodayāt
- Traducció:

Om, terra, espai i cels
Aquest Sol excel·lent
en la seva llum medito
meditant en aquell, nosaltres ens entusiasmem.